# Centrale thermique de Vojany
La centrale thermique de Vojany est une centrale thermique au charbon en Slovaquie de 220 MW.
La centrale était constituée à l'origine de 12 unités de 110 MW, 6 fonctionnaient au charbon et les 6 autres au fioul. En 2021, il n'en reste que 2 au charbon auquel peut être ajouté un faible quantité de bois.